# Генета
Генета (Genetta) — рід хижих ссавців з родини віверові (Viverridae). З цим родом пов'язана поява слова «єнот» [Архівовано 7 вересня 2011 у Wayback Machine.].
Найближчими до роду генета родами віверових є Civettictis (1 вид), Poiana (2 види), Viverra (4 види), Viverricula (1 вид), з якими цей рід формує підродину Viverrinae. Схоже, що ще велику частину роботи потрібно виконати перед тим як систематика цього роду стане ясною і зрозумілою.

## Етимологія
Слово Genetta походить або від грецького префікса грец. gen — «ведмідь» і новолатинського суфікса лат. etta — «малий» або від арабського ім'я «англ. Djarnet».

## Морфологія

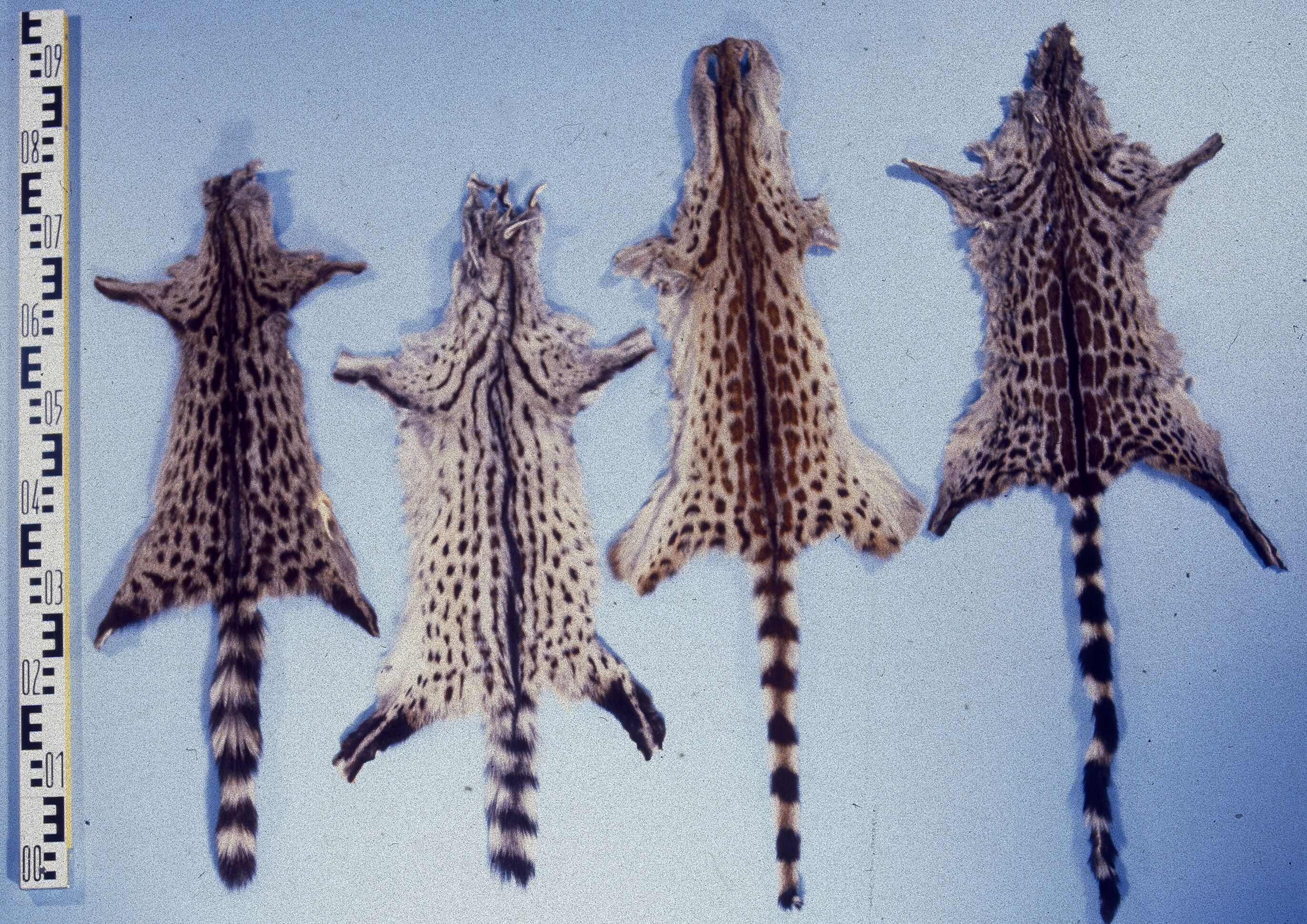
Генета звичайна і генета тигрова

Морфометрія. Довжина голови й тіла: 420—580 мм, довжина хвоста: 390—530 мм, вага: 1—3 кг.
Опис. Забарвлення різноманітне, але тіло зазвичай сірувате чи жовтувате з коричневими, чи чорними плямами, чи клаптями на боках, що мають тенденцію впорядковуватись у ряди. Ряд чорного волосся, що при потребі підіймається йде по середній лінії спини. Хвіст має чорні та білі кільця. Меланісти доволі часті. Генети мають довге тіло, короткі лапи, загострену мордочку, помітні, округлі вуха, короткі, вигнуті кігті, що вбираються і м'яке, густе волосся. Вони здатні виділяти з анальних залоз рідину із запахом мускусу. Самиці мають дві пари черевних молочних залоз.

## Поширення й поведінка
Усі види є корінними жителями Африки. Вид Genetta genetta був введений у південно-західну частину Європи в історичні часи. Генети населяють ліси, савани і луки. Активні у нічний час, зазвичай проводять день в ущелинах, у норах викопаних іншими тваринами, у порожнистих деревах, або на великих гілках. Вони, схоже, повертаються щодня у той же притулок. Лазять по деревах, полюючи на птахів, але більша частина їхньої їжі знаходиться на ґрунті. Вони мовчазні й безшумні мисливці і, переслідуюючи здобич, припадають до землі -  їх тіло і хвіст ніби ковзають. У такий момент вони здаються довшими. Гнучкість тіла дозволяє генетам пролізти у будь-який отвір, куди зможе протиснутись голова. Раціон складається з дрібних тварин, яких вони можуть вполювати, у тому числі гризунів, птахів, рептилій і комах. Генети іноді здобувають домашню птицю.
Діапазони проживання дорослих самців й самиць перекриваються сильно, але перекриття діапазонів тварин тієї ж статі велика рідкість. Генети подорожують поодинці або в парі. Вони спілкуються один з одним різноманітними голосовими, нюховими й візуальними сигналами. Сезони розмноження, здається, відповідають вологим сезонам як у Західній, так і в Східній Африці.

## Життєвий цикл
Зазвичай, два виводки на рік. Вагітність триває 56—77 днів. Число дитинчат: від одного до чотирьох, як правило, два або три. Малюки важать 61—82 грамів при народженні, починають приймати тверду їжу на 2 місяць, досягають ваги дорослого у 2 роки. Одна Genetta genetta у неволі прожила 21 рік і 6 місяців.

## Види

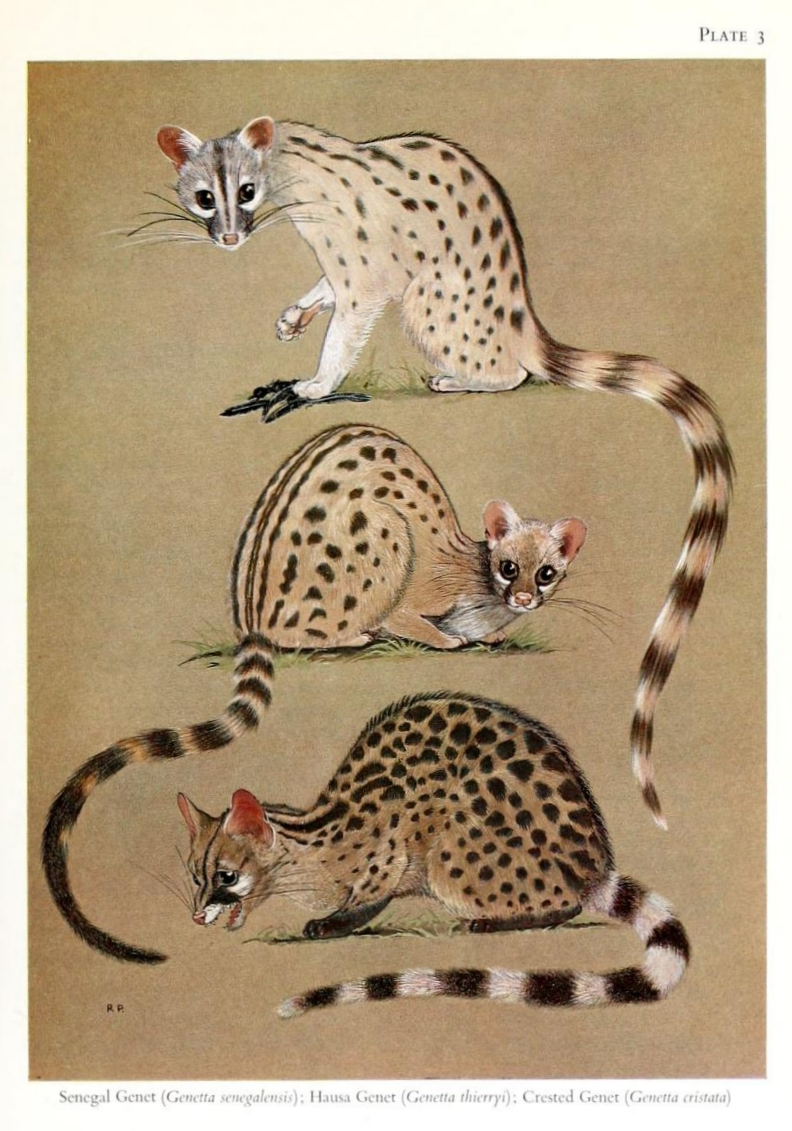
Три види генет: Genetta thierryi, Genetta senegalensis, Genetta cristata

У складі роду — 14 видів (за «Види ссавців світу», 2005  [Архівовано 21 травня 2011 у Wayback Machine.]):
- рід Genetta
  - Genetta abyssinica (генета абіссинська) (не плутати з абісинською кішкою)
  - Genetta angolensis (генета ангольська)
  - Genetta bourloni,
  - Genetta cristata,
  - Genetta felina
  - Genetta genetta (генета звичайна)
  - Genetta johnstoni,
  - Genetta maculata (генета плямиста)
  - Genetta pardina (генета пантерова)
  - Genetta piscivora,
  - Genetta poensis,
  - Genetta servalina,
  - Genetta thierryi,
  - Genetta tigrina (генета тигрова)
  - Genetta victoriae.